# Райнсдорф (Тюрингія)
Райнсдорф (нім. Reinsdorf) — громада в Німеччині, розташована в землі Тюрингія. Входить до складу району Киффгойзер. Складова частина об'єднання громад Міттельцентрум-Артерн.
Площа — 11,12 км2. Населення становить 812 ос. (станом на 31 грудня 2021).

## Галерея

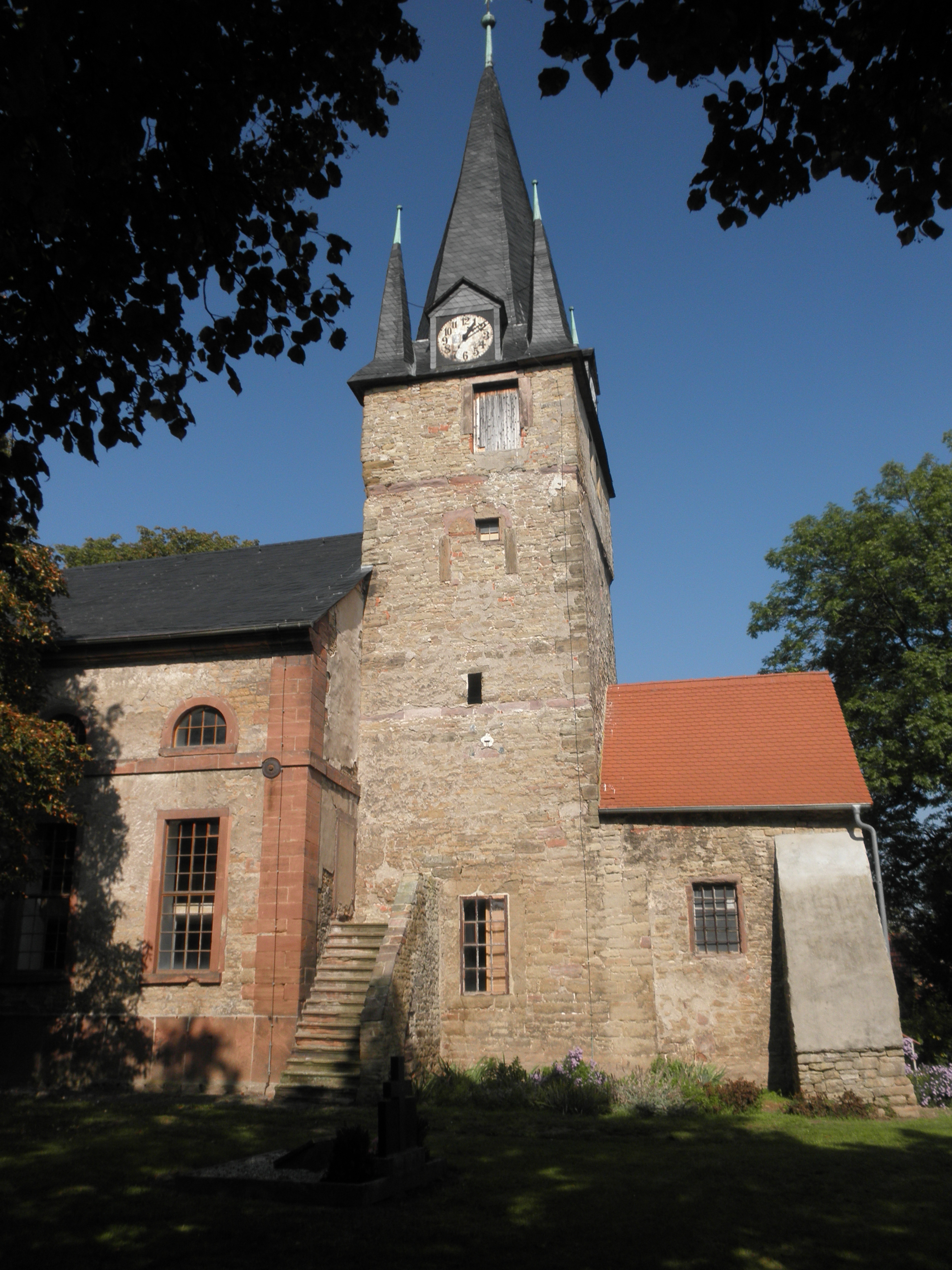